# Нова Оленівка
Нова́ Оле́нівка (до 2016 року — Петрівське) — селище Докучаєвської міської громади Кальміуського району Донецької області, Україна.

## Загальні відомості
Відстань до райцентру становить близько 36 км і проходить автошляхом Н20. Землі селища межують із територією Докучаєвської міської ради.
Із серпня 2014 р. перебуває на території, яка тимчасово окупована російськими терористичними військами.

## Населення
За даними перепису 2001 року населення селища становило 99 осіб, із них 89,9 % зазначили рідною мову українську, 9,09 % — російську та 1,01 % — білоруську мову.